# Anaea ludmilla
Anaea ludmilla är en fjärilsart som beskrevs av Anton Heinrich Fassl 1912. Anaea ludmilla ingår i släktet Anaea och familjen praktfjärilar. Inga underarter finns listade i Catalogue of Life.